# ASCOD Pizarro / Ulan

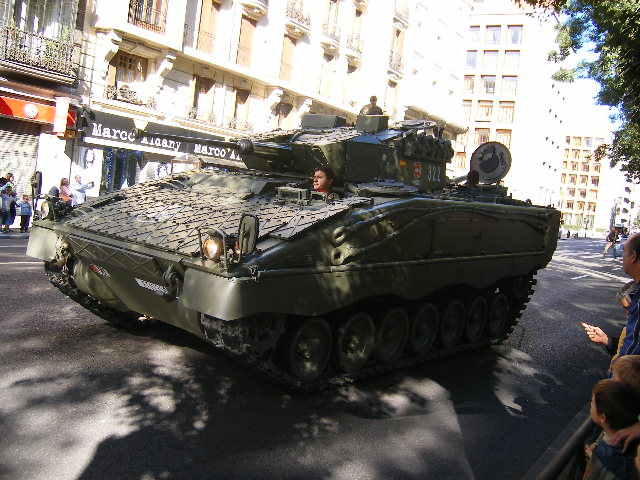
Pizarro de l'armée de terre espagnole, avec blindage additionnel

L'ASCOD (Austrian-Spanish Co-operative Development, « Développement Coopératif Austro-Espagnol »)  est un véhicule de combat d'infanterie aux origines espagnoles, où il est nommé "Pizarro" en référence à Francisco Pizarro et autrichiennes, où il est nommé "Ulan", en référence aux lanciers de cavalerie Uhlan. Plusieurs versions sont disponibles dont celles de char léger/char moyen.

## Description
Grâce à son canon MK 30, il dispose de capacité de canon antiaérien, faisant de l'ASCOD un véhicule antiaérien.

## Historique
En 2010, une gamme de véhicules basée sur l’ASCOD qui deviendra le General Dynamics Ajax est choisie pour équiper la British Army ; il doit entrer en service fin 2024.
En 2021 est introduit dans l'armée de terre espagnole le "véhicule de combat de sapeurs" "Castor" qui est un blindé du génie militaire et un char de déminage.

## Versions
- Pizarro: Désignation espagnole de l'ASCOD
  - VCI/C: Véhicule de combat d'infanterie/cavalerie
  - VCPC: Véhicule poste de commandement
  - VCOAV: Véhicule de reconnaissance en poste d'observation d'artillerie avancé
  - VCREC: char de dépannage.
  - VCZ: Véhicule de combat de sapeurs (véhicule du génie militaire).
- Ulan: Désignation autrichienne de l'ASCOD.
- SV: Désignation britannique de l'ASCOD.
- LT 105: Char léger pour l'exportation avec une tourelle de General Dynamics avec un canon de 105 mm.
- Sabrah ASCOD 2: Version développée par Elbit Systems pour l'Armée philippine, avec une tourelle de 105 mm à chargement automatique[4].

En projet
- Mortier automoteur

## Évolutions
L'ASCOD a évolué vers le blindé ASCOD 2 ainsi que l'Ajax et le Griffin (en), on le retrouve également en char léger.

## Opérateurs
Opérateurs actuels

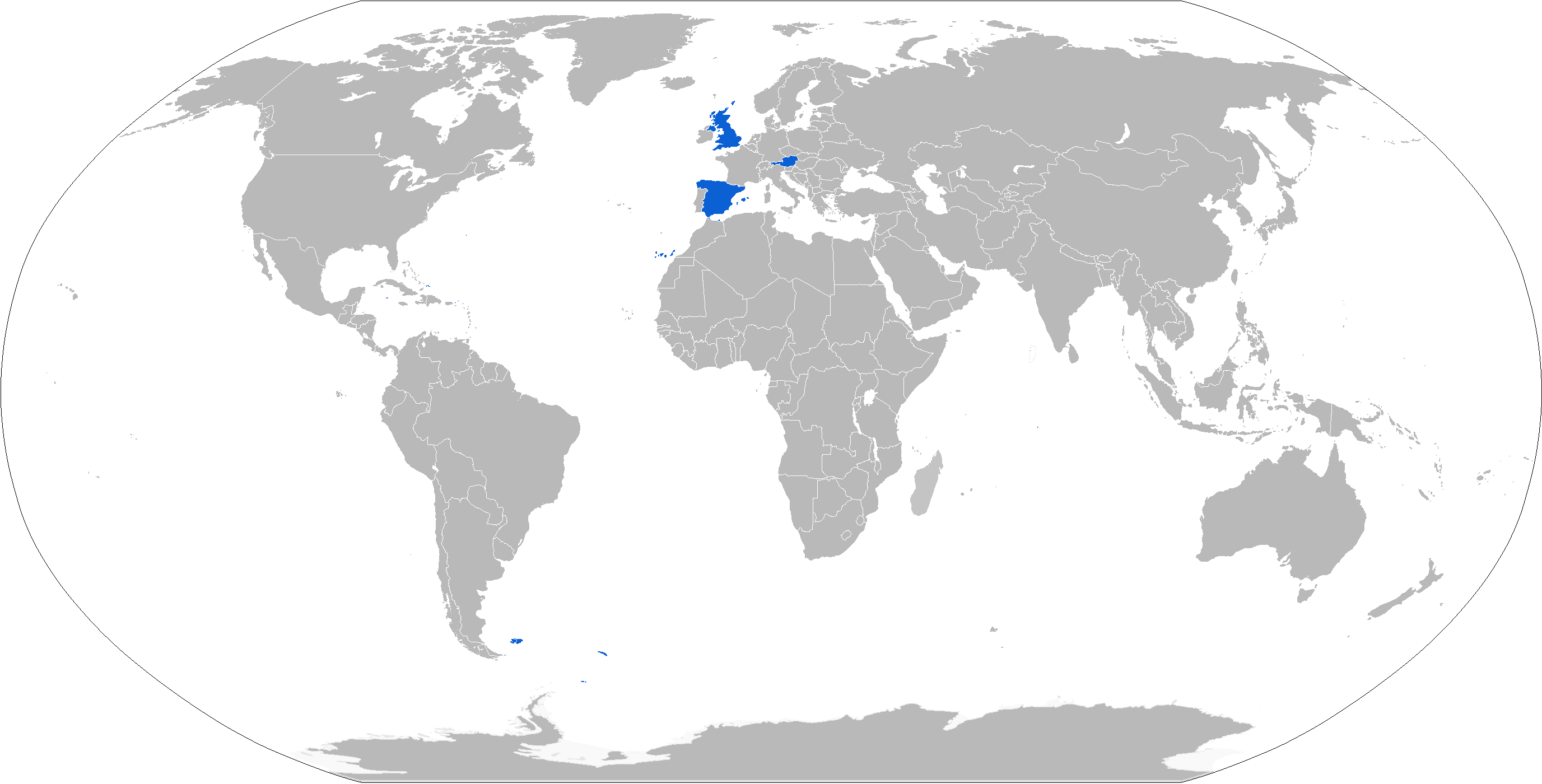
Opérateurs de l'ASCOD en bleu

- – 112 Ulan. Livrés entre 2001 et 2005.
- – 261 Pizarro. Un premier lot de 144 Pizarro est entré en service jusqu'en 2003. Une commande a suivi de 212 véhicules, qui ont été livrés entre 2011 et 2015, a été réduite à 117 à la suite de coupes budgétaires. La flotte actuelle est composée comme suit : 204 VCI/C, 21 VCPC et 36 VCZ Castor. La version la plus moderne du véhicule de combat d'infanterie sur roues est le Dragon (véhicule blindé).
- Royaume-Uni — 589 Ajax (Scout SV) commandés comprenant : 245 Ajax, 93 Ares, 112 Athena, 50 Apollo, 38 Atlas et 51 Argus.
- Thaïlande - 15 chars légers LT105 avec canon de 105mm
- Philippines – Elbit Systems a remporté le projet d'acquisition de chars légers de l'armée philippine et fourni 18 chars légers Sabrah ASCOD 2 et 2 véhicules de soutien (véhicule de commandement et véhicule de récupération) basés sur l'ASCOD 2 livrés à partir de 2021[5].

Opérateurs potentiels
- République tchèque — General Dynamics European Land Systems (GD-ELS) offre l'ASCOD à l'Armée tchèque, qui sélectionne actuellement un remplaçant pour les BMP-2 vieillissants en service. GD-ELS a annoncé le 31 mai au Salon international des technologies de défense et de sécurité 2017 à Brno qu'il avait formé des partenariats avec 5 entreprises tchèques pour étayer son offre[6],[7] En décembre 2018, ASCOD a été présélectionné ensemble avec les Puma, CV90 et Lynx[8].
- USA — General Dynamics Land Systems propose le char léger Griffin II pour l'armée américaine en puissance de feu mobile protégée et la variante Griffin III IFV dans le programme des véhicules de combat à équipage optionnel en remplacement du M2/M3 Bradley.

## Galerie d'images

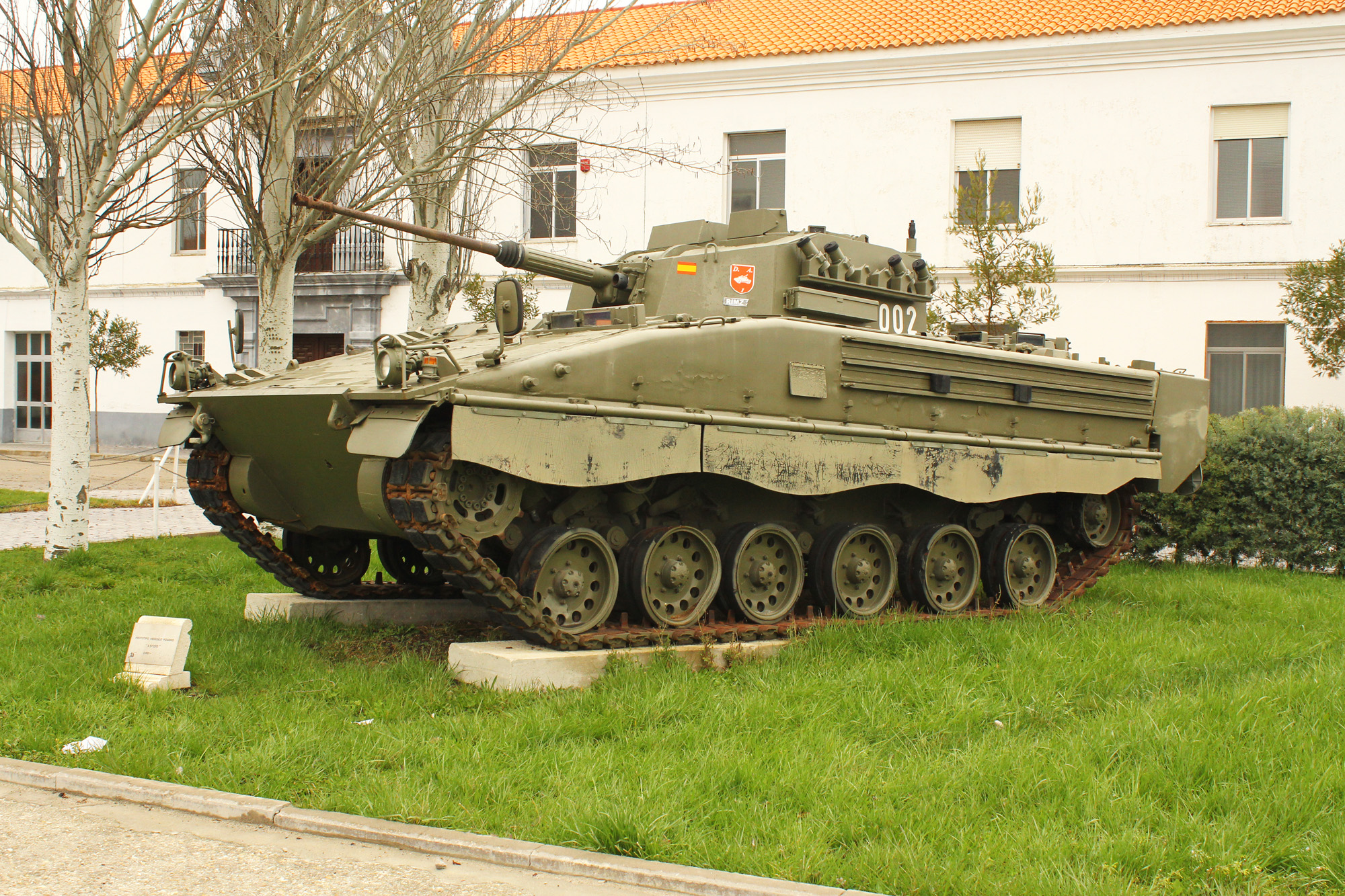
1re version sans blindage additionnel (ESP)
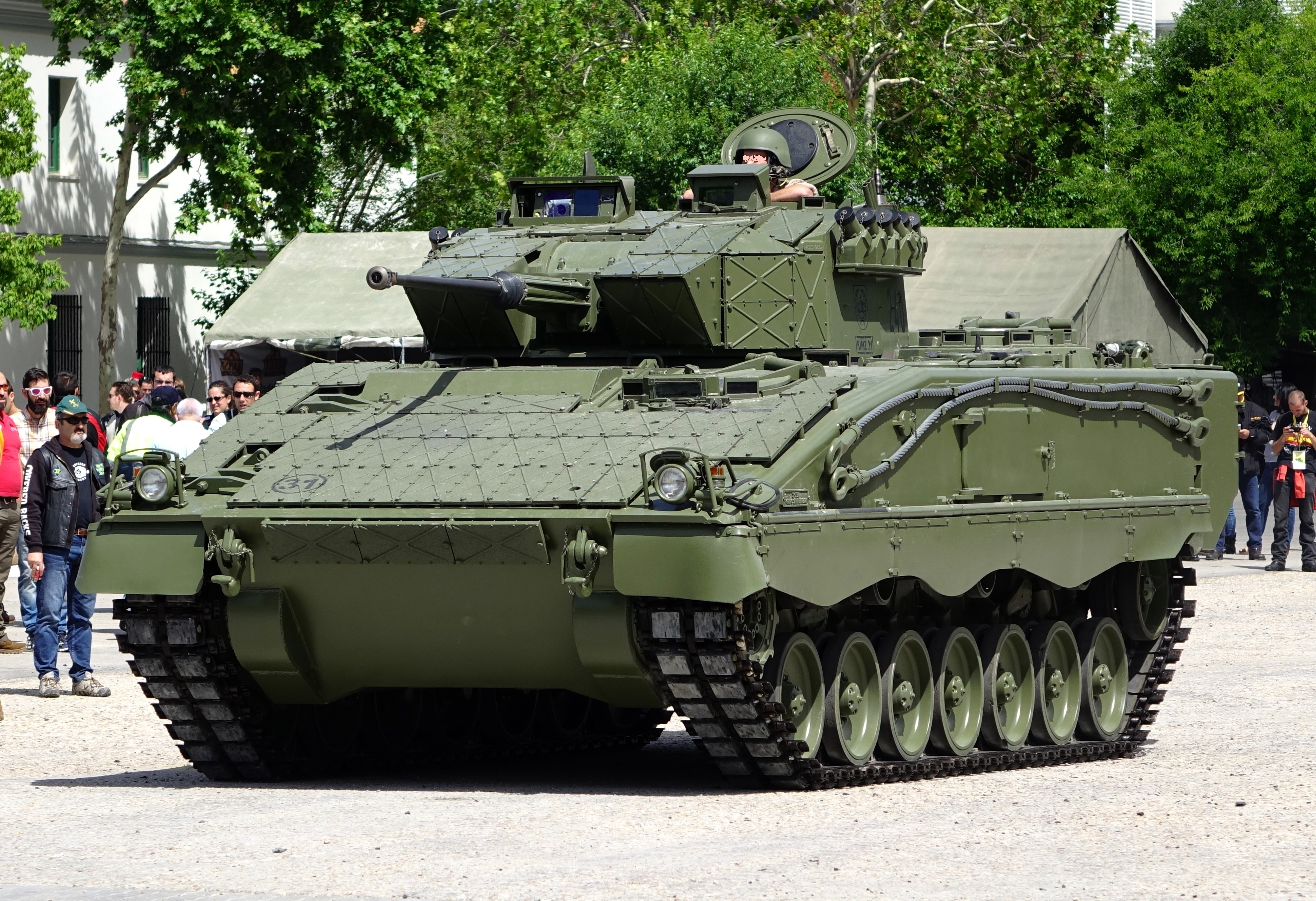
Avec blindage additionnel (ESP)
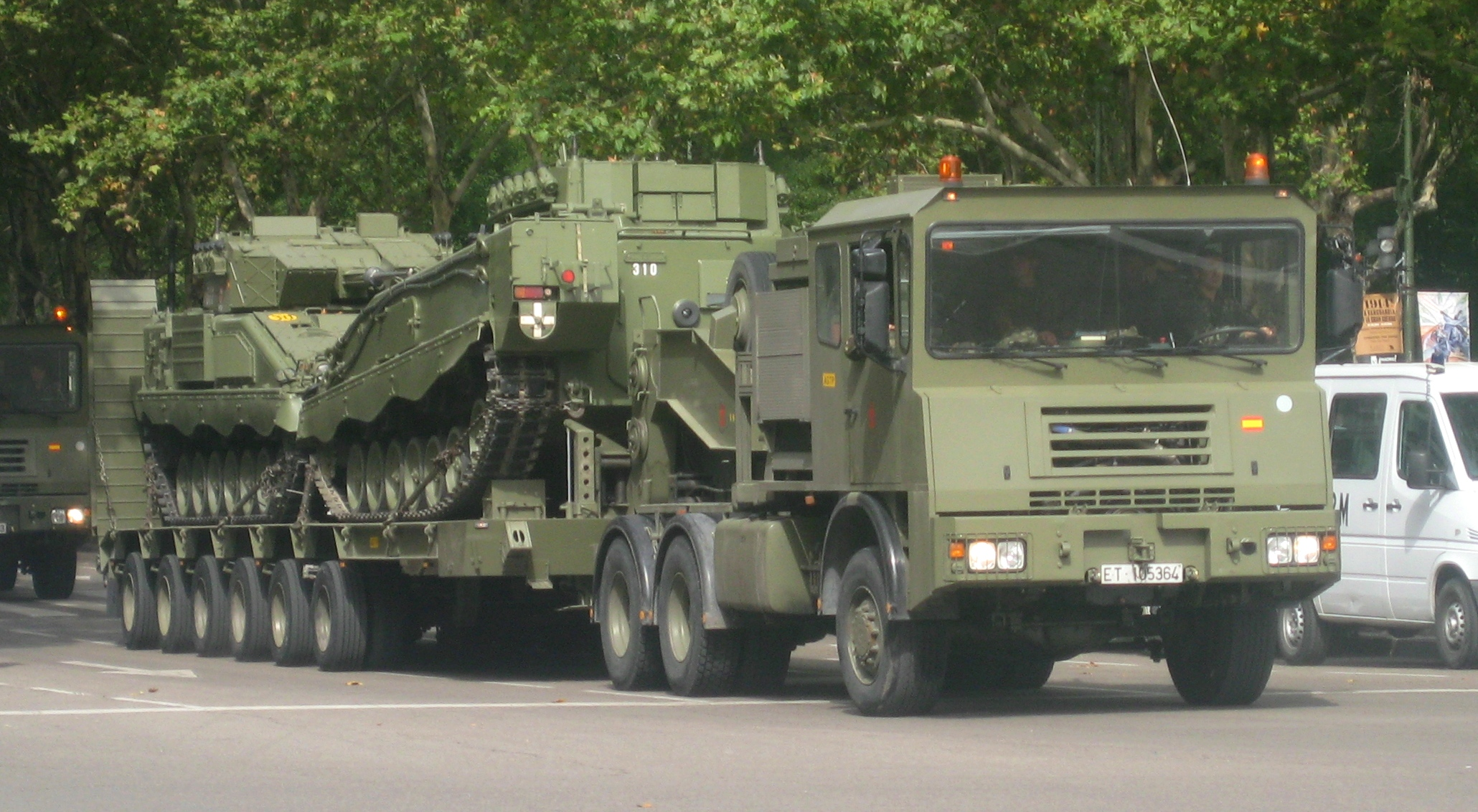
Sur un transporteur de char Kynos Aljaba
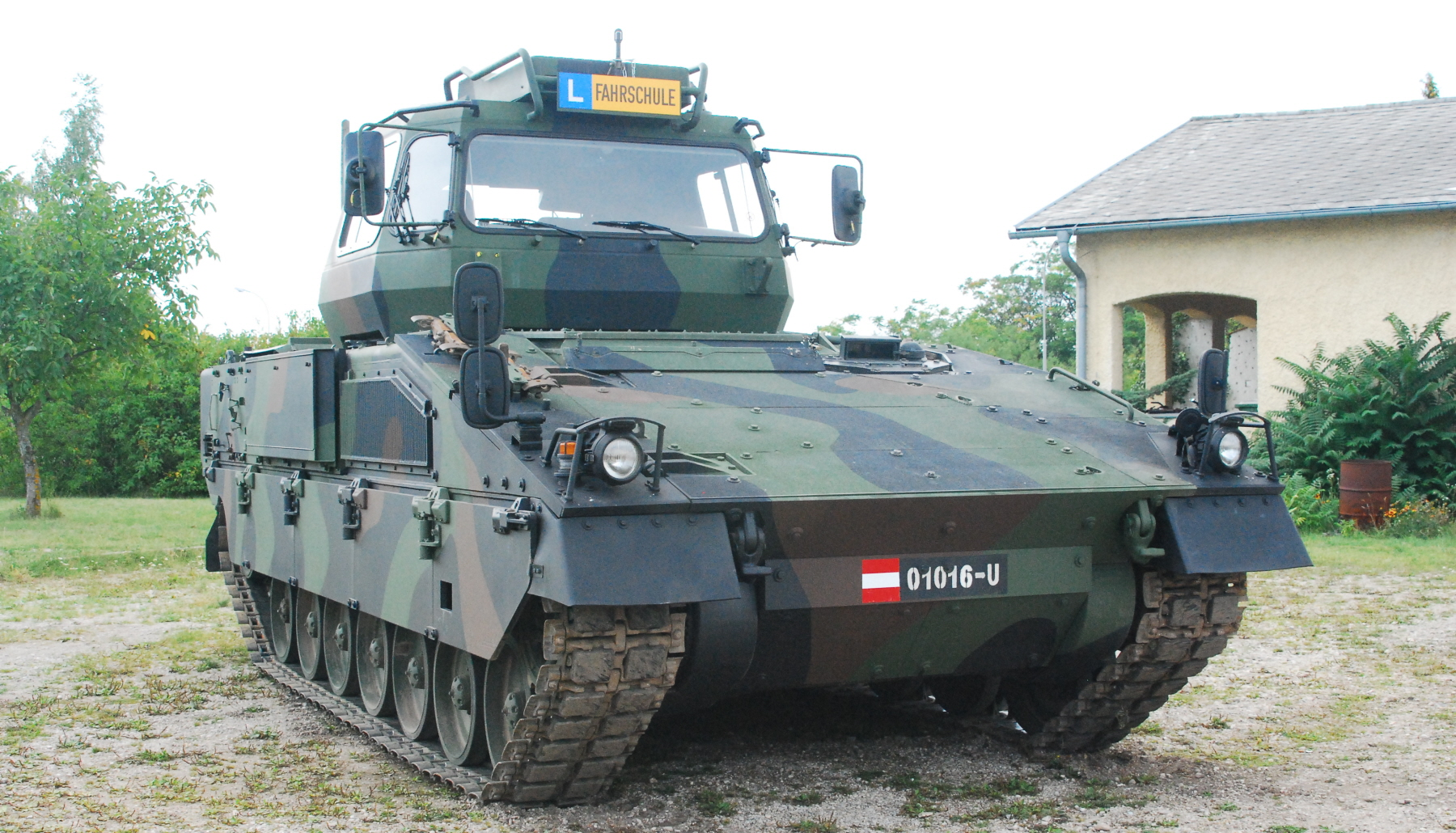
En version char-école (AUT)
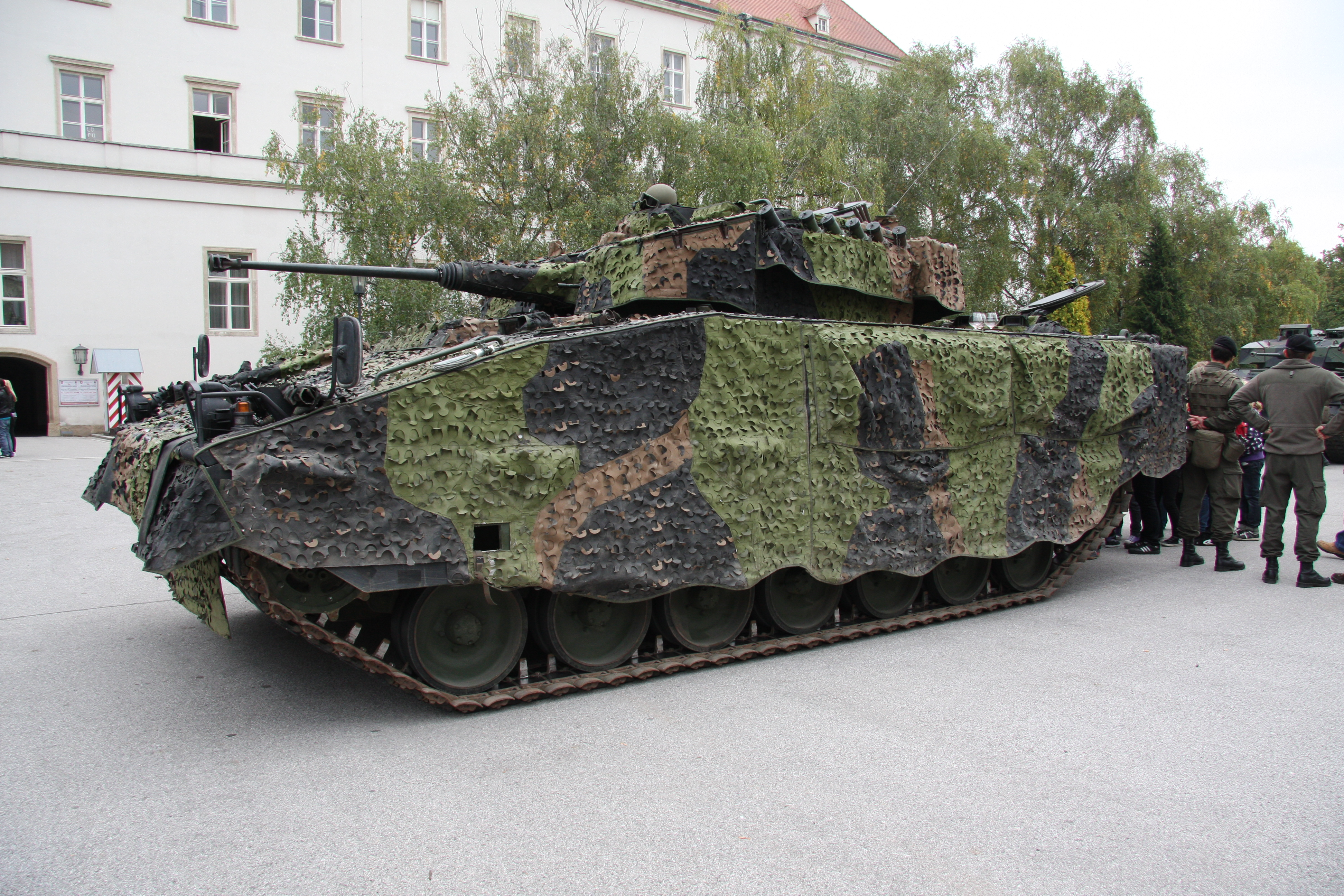
Camouflé (AUT)
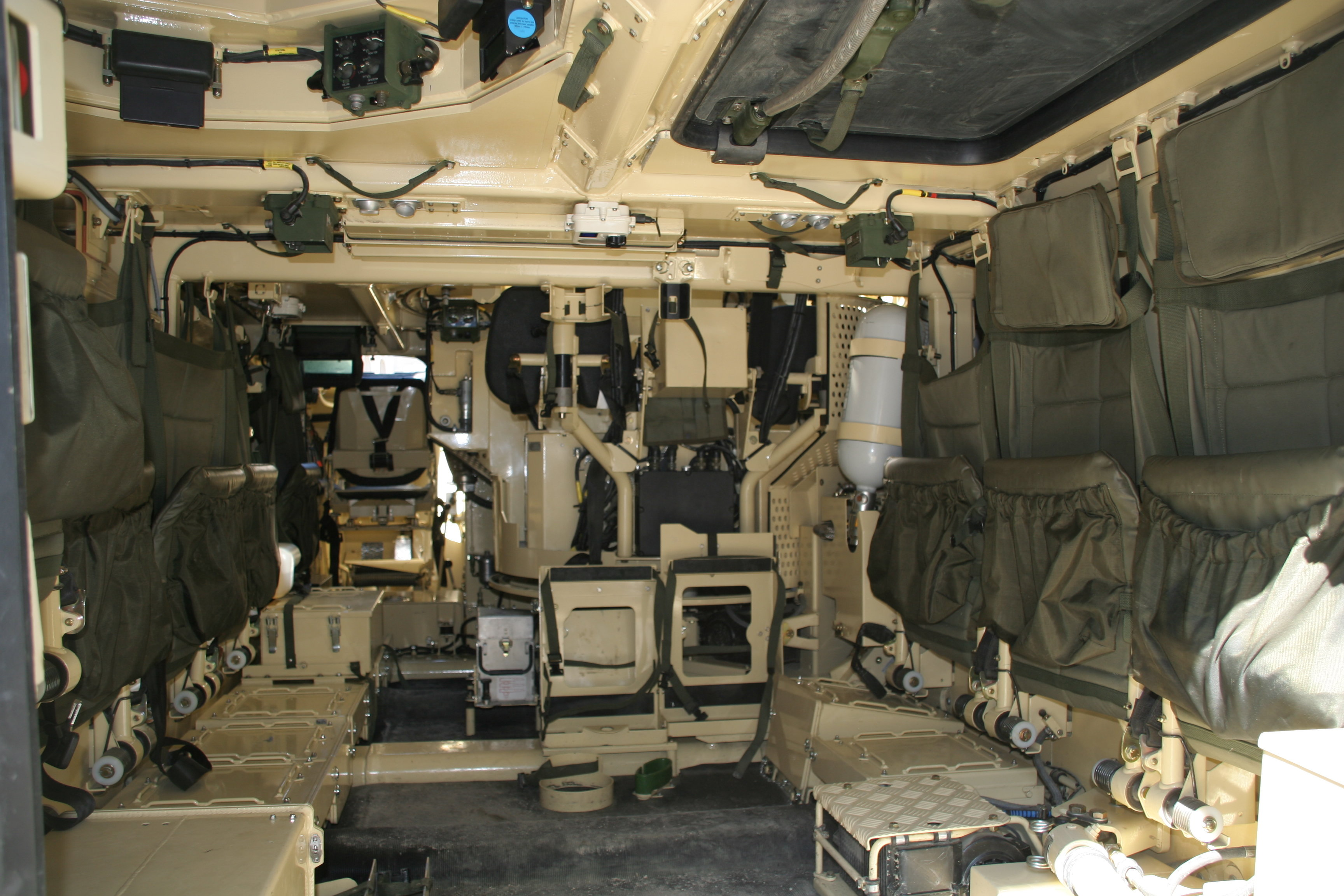
Intérieur du char (AUT)
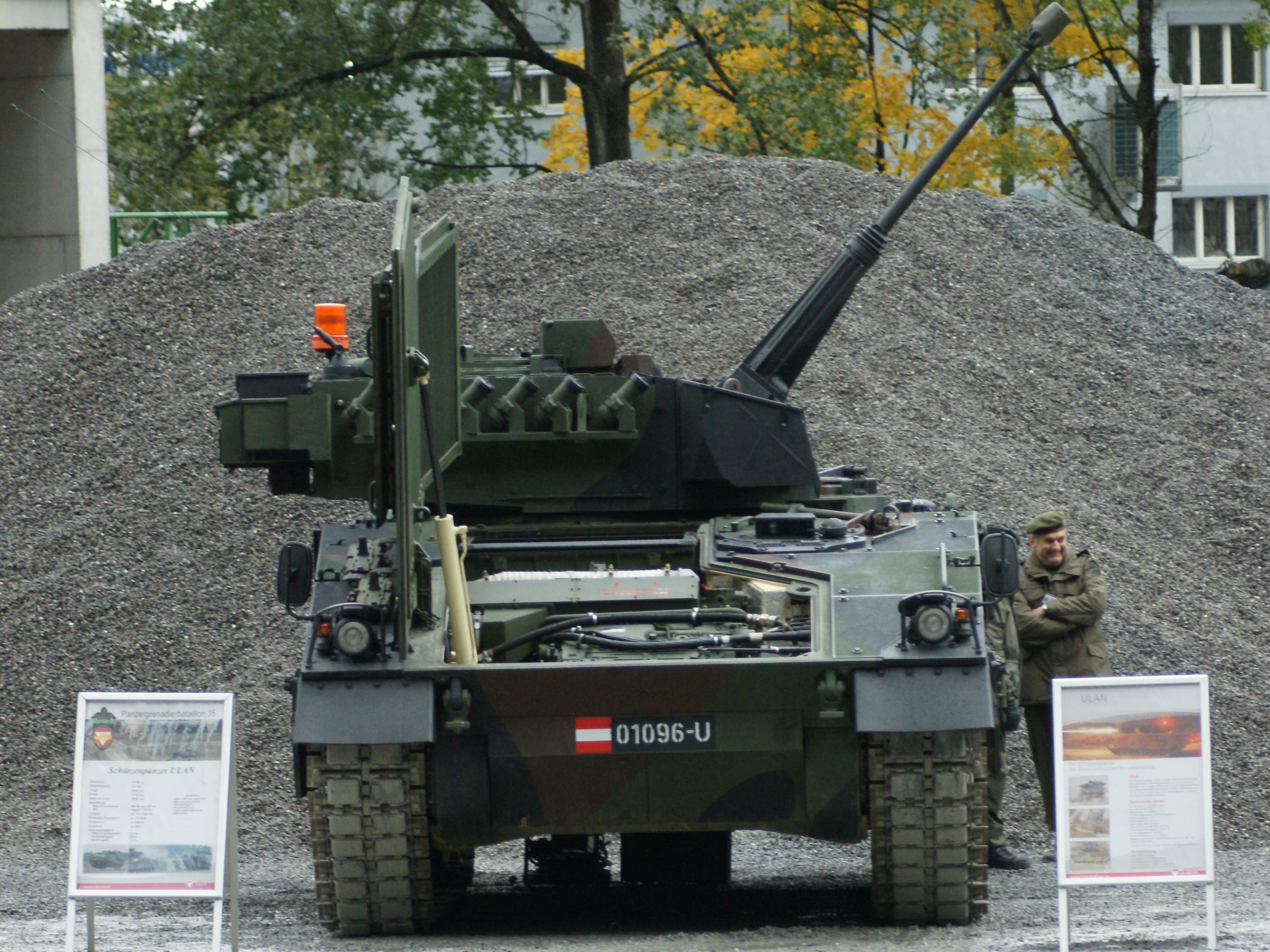
Angle d'élévation maximale du canon (AUT)
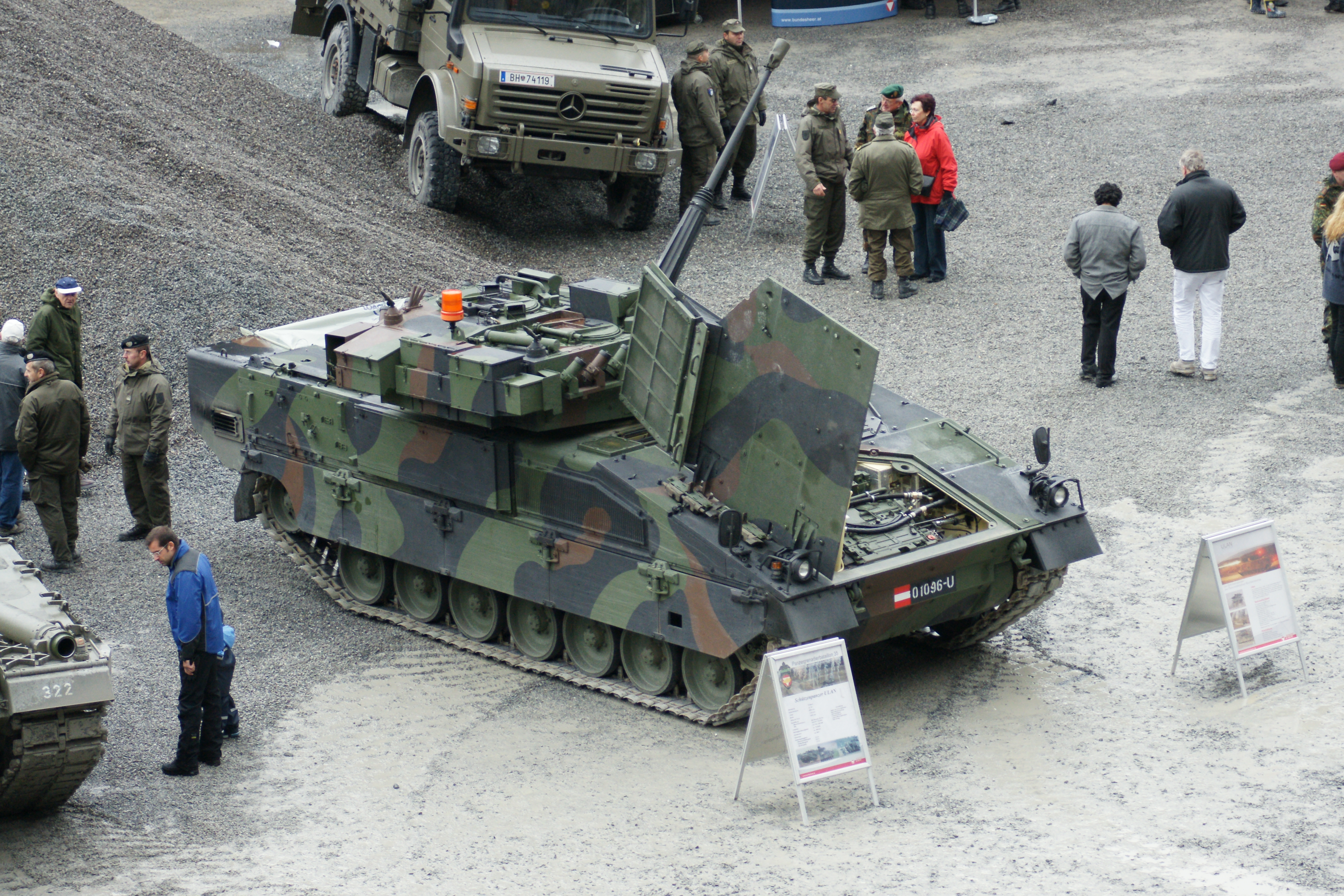
Capot ouvert, moteur visible (AUT)
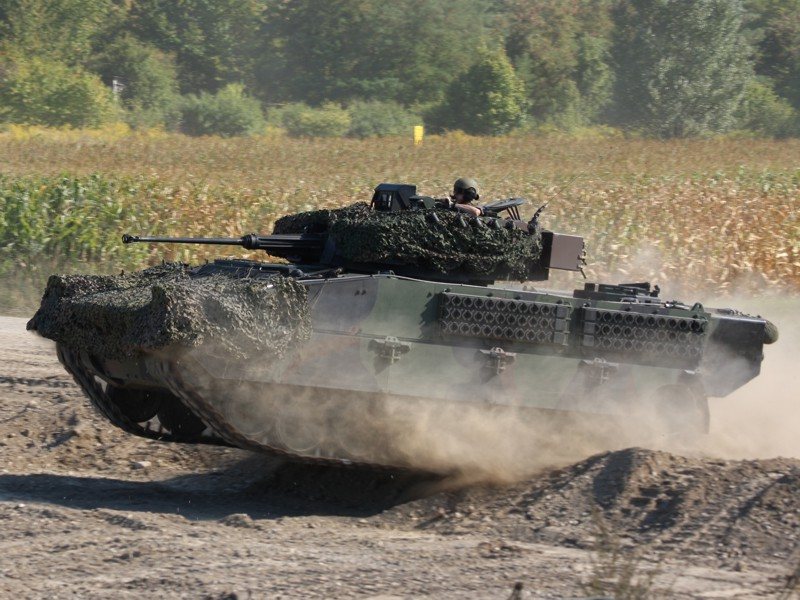
En franchissement (AUT)
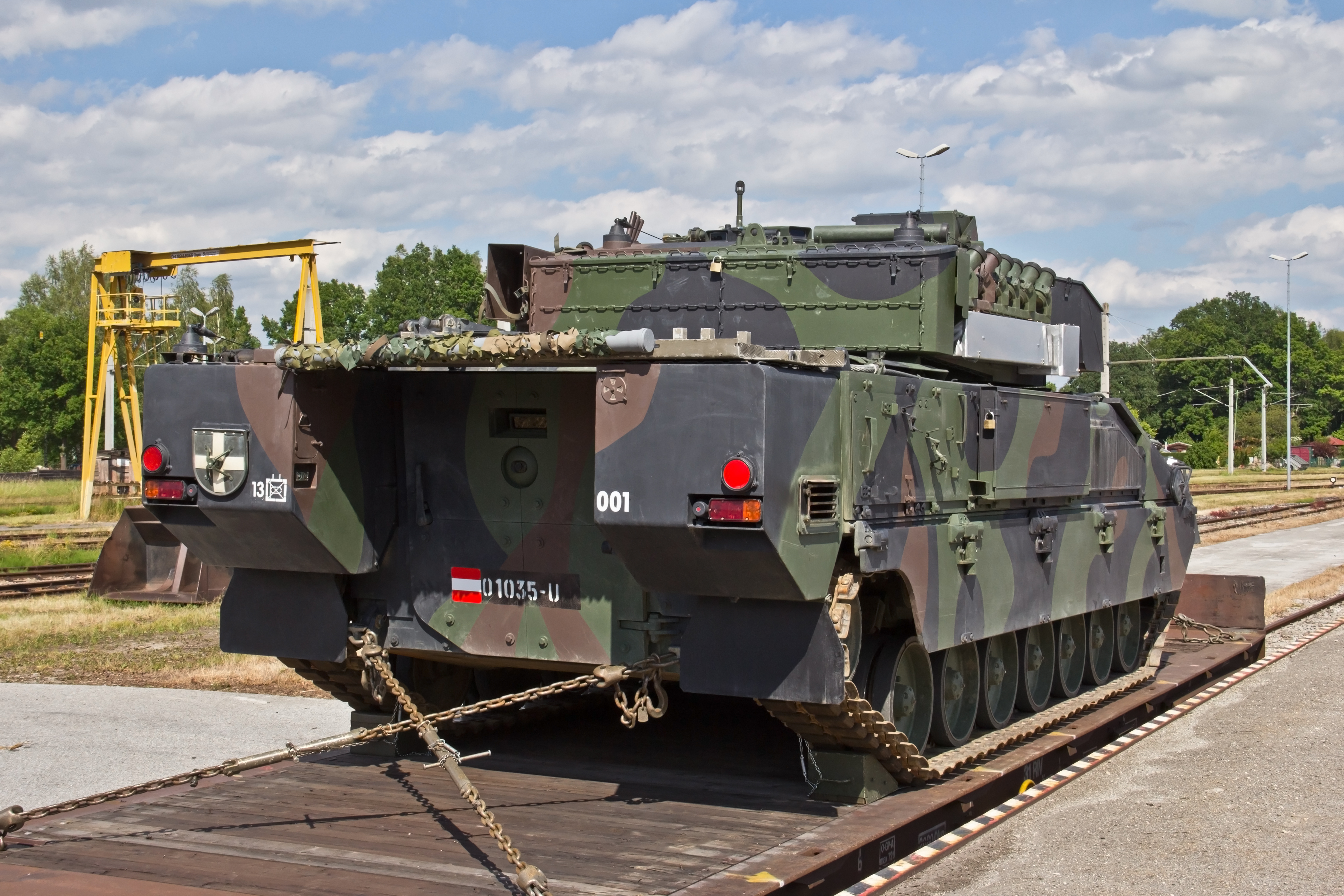
Protection latérale pour la porte de l'infanterie du char (AUT)
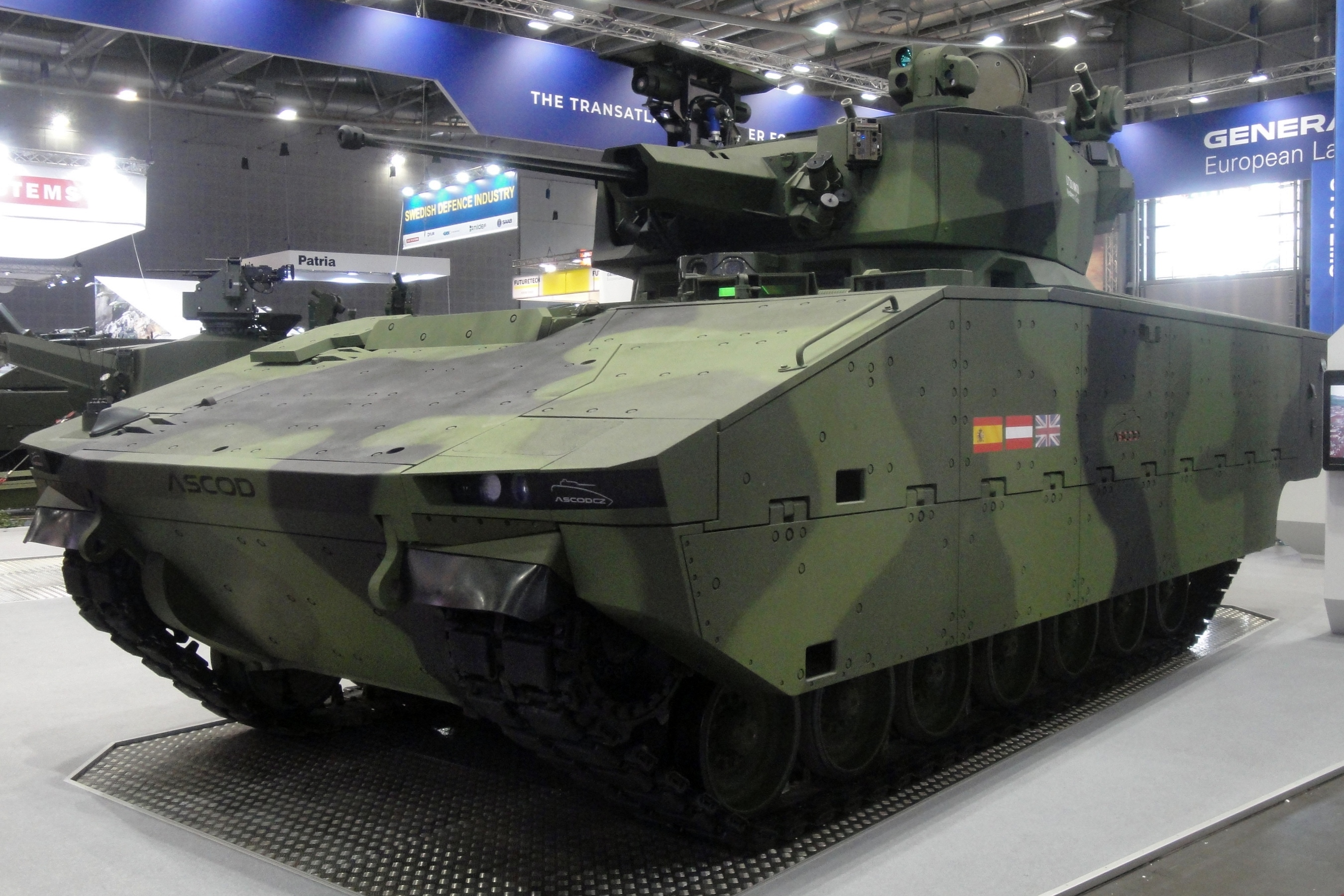
Tourelle la plus récente avec missile antichar Spike (missile)
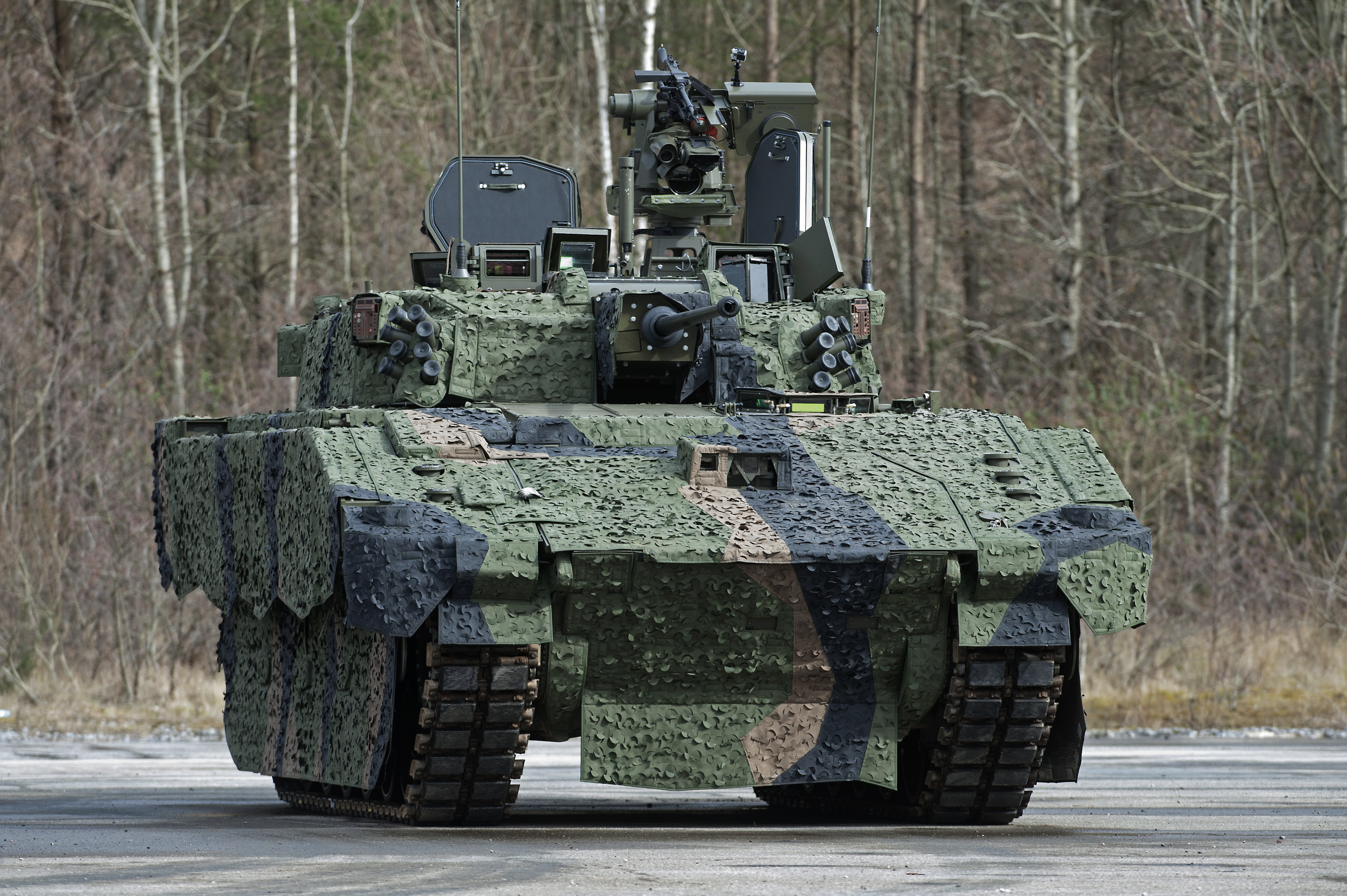
Evolution: Ajax, avec lance-missile Javelin
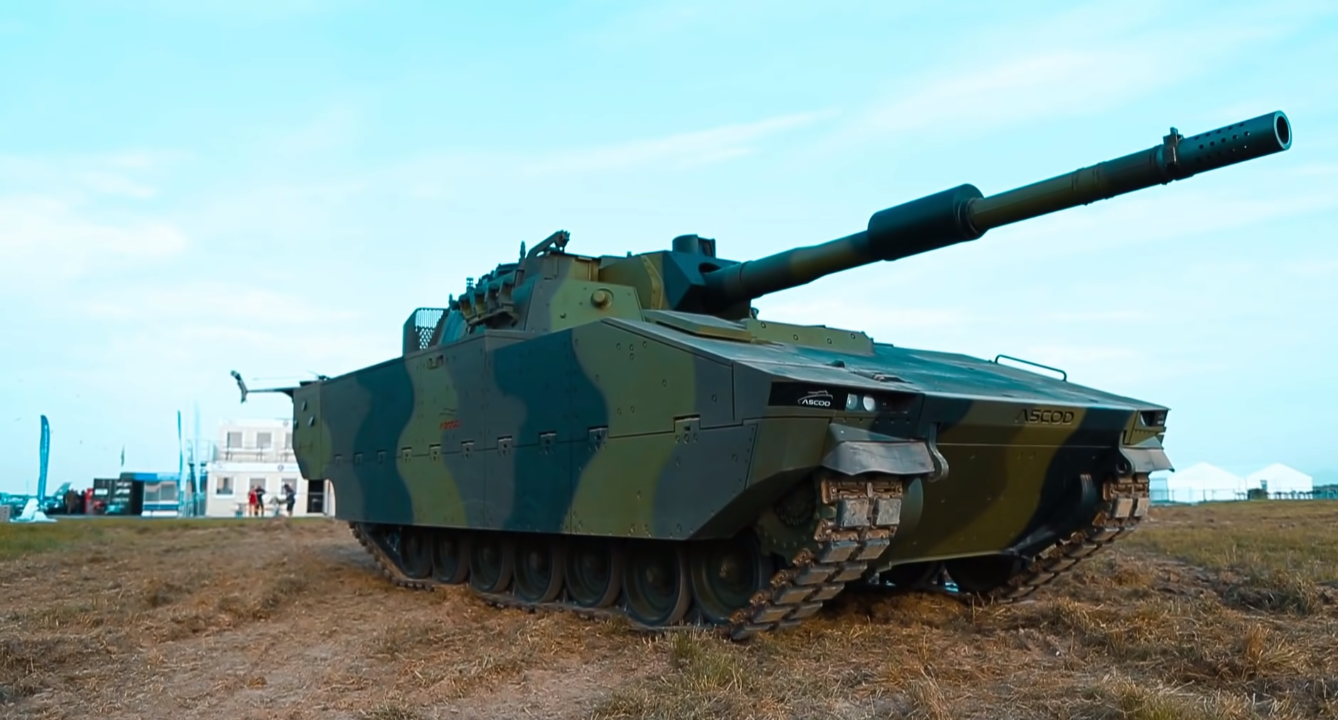
En version char léger
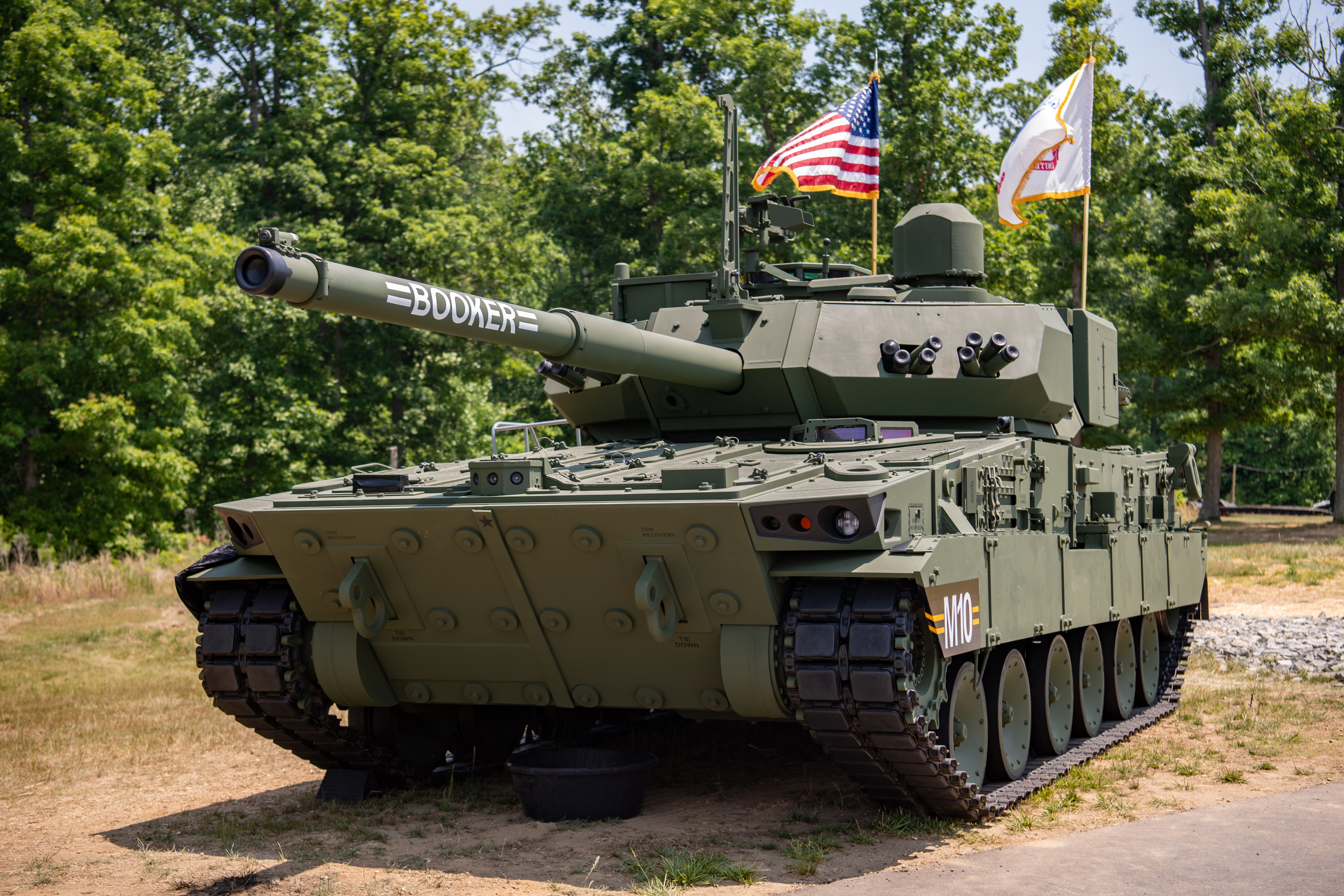
M10 Booker sur chassis Ascod